# San Adrián (Bilbao)
San Adrián (en euskera y oficialmente: San Adrian) es un barrio bilbaíno del distrito 5 situado en la margen izquierda de la ría de Bilbao. Limita con Irala, La Peña y Miribilla.

## Transportes
- Bilbobus: Líneas que pasan por San Adrián:

| Línea | Recorrido               | Frecuencia (minutos) |
| ----- | ----------------------- | -------------------- |
| 30    | Txurdinaga - Miribilla  | 15                   |
| 57    | Miribilla - Hospital    | 60                   |
| 71    | Miribilla - San Ignacio | 20                   |
| 75    | San Adrián - Atxuri     | 15                   |
| 76    | Rekalde - Plaza Moyúa   | 20                   |